# Venäjänlammi
Venäjänlammi är en sjö i kommunen Humppila i landskapet Egentliga Tavastland i Finland. Sjön ligger 98,4 meter över havet. Arean är 2 hektar och strandlinjen är 0,55 kilometer lång. Sjön  ingår i Kumo älvs huvudavrinningsområde.   Den ligger omkring 63 kilometer väster om Tavastehus och omkring 130 kilometer nordväst om Helsingfors. 